# 桂宮治
桂 宮治（かつら みやじ、1976年〈昭和51年〉10月7日 - ）は、落語芸術協会およびブロードヒル所属の落語家。東京都品川区出身、在住。出囃子は「阿波踊り」血液型B型。
落語芸術協会若手ユニット「成金」メンバー。日本テレビ『笑点』の「大喜利」メンバーで、メンバーカラーは若草色。BS日テレ『笑点 特大号』の「若手大喜利」元メンバー。

## 来歴
実家は武蔵小山商店街でレストランなど手広く商売をしていた。品川区立小山小学校、品川区立荏原第一中学校、東京学園高等学校卒業。高校卒業後演劇を学び俳優の道を志すが芽が出ず、生計を立てるために大手化粧品会社に就職し、大型商業施設などで商品の実演販売をしていた。巧みな話術で営業成績は良く、年収は1000万円あった。役者として活動していた際に銀座でホステスをしていた現在の妻と出会い、2007年に結婚。ある時、YouTubeでたまたま目にした桂枝雀の落語の面白さに衝撃を受け、かつて芸能の道を志した気持ちが再燃。また、「やりたいことがあればやってみたらいい」と口にしていた妻が稲田和浩（演芸作家）と知り合いだった縁もあり、落語の世界に入ることを決意。セールスマンの仕事は、本当にお客様を幸せに出来ているかどうかを以前から疑問に思えていたことから自身の結婚式当日、会社を辞めると宣言した。
本人が他に挙げる理由としては、収入はかなりあったものの、それに比例して借金が増えていたことや疲労の蓄積、現在の妻が自分と同居生活をして経済面も含めて精神的にも支えてくれたことを、2024年3月1日放送のラジオ番組『生島ヒロシのおはよう定食 / おはよう一直線』（TBSラジオ）で語っている。
2008年2月、桂伸治門下として2月下席より浅草演芸ホールに楽屋入りし、前座となる。3月に浅草演芸ホールにおいて初高座（ネタは「子ほめ」）に臨んだ。前座時代に第一子が誕生し、後に二女一男の父となった。収入が月3万円とサラリーマン時代から大幅に減少し、妻は家計を支えるため再び夜の仕事に出るようになった。
2012年3月下席より二ツ目に昇進した。同年10月、NHK新人演芸大賞の大賞を受賞した（ネタは「元犬」）。
2021年2月中席より真打に昇進することが2020年3月、落語芸術協会より発表された。落語芸術協会の落語家としては、会長の春風亭昇太以来29年ぶりの5人抜きでの抜擢真打となる。「成金」メンバーでは三代目柳亭小痴楽、六代目神田伯山に続く、単独での真打昇進披露となる。
落語芸術協会による真打昇進披露興行は、2021年2月中席（新宿末廣亭）を皮切りに、2月下席（浅草演芸ホール）、3月上席（池袋演芸場）、3月中席（国立演芸場）およびお江戸日本橋亭・上野広小路亭で4月1日まで開かれたのち、4月23日の名古屋・大須演芸場まで催された。
2022年1月1日放送の『お正月だよ！笑点大喜利まつり』で、2021年12月26日に卒業した林家三平の後任として演芸バラエティ番組『笑点』（日本テレビ）の新メンバーに就任することが発表された。
同年1月23日、大喜利レギュラーメンバーとして初出演した。当初は出演者が着用する色紋付ではなく、黒紋付で登場した。また、宮治の加入を機に約30年ぶりとなるメンバーの席替えが行われ、宮治は上手（客席から見て一番右端）の席になった。放送終了後に続けて放送した報道番組『真相報道 バンキシャ!』にコメンテーターとして生出演（リモート出演）した。
2022年2月6日の放送より若草色の色紋付で登場した。この色は所属する落語芸術協会の前会長で、回答者や司会者として番組開始から実に50年以上携わってきた桂歌丸が長らく着用したものであり、収録後の取材では「鳥肌が立った」「（歌丸が"ミスター笑点"と呼ばれたことに対し）"ミスったー笑点"と言われないように一生懸命頑張ります」と意気込みを語った。
2022年12月4日の放送で、座布団10枚を獲得した。前任の林家三平が達成できなかった座布団10枚獲得をわずか1年足らずで達成した。

## 芸歴
- 2008年2月 - 三代目桂伸治に入門、「宮治」を名乗る。
- 2012年3月 - 二ツ目昇進。
- 2021年2月 - 真打昇進。

## エピソード

### 笑点メンバーとして
- 2022年1月23日放送分（第2794回）に笑点メンバーとなるが、同年2月6日放送分（第2796回）から六代目三遊亭円楽が脳梗塞による入院・治療のため休演し、そのまま復帰せず死去したため、大喜利コーナー内における六代目円楽と宮治の共演はたったの2週のみであった。なお、昇太司会就任後の円楽は司会者交代のネタを多用していたが、円楽亡き後はその後任となった一之輔とともに司会者交代ネタを多用する他、宮治単体に限っては「山田降ろし」ネタも多用する。

- 2024年4月に立川晴の輔が加入してからは、一之輔やたい平らと一緒に昇太の悪口を言っていると告げ口をして座布団を没収させることがある[注 5]。

- 2023年2月5日放送分（第2846回）より笑点メンバーとなった春風亭一之輔とは、「4人きょうだいの長男末っ子（姉が3人）」、「抜擢真打」、「NHK新人演芸大賞（落語部門）受賞」、「子どもが3人ずつ」、「妻の母親の名前が“かずこ”」、「お互いの師匠の本名が“かつみ”（桂伸治（板倉 克己）、春風亭一朝（浮ヶ谷 克美））」「お互いに"としちゃん"（宮治の本名は利之・としゆき、一之輔の本名は隼一・としかず）」という共通点がある。大喜利では一之輔を「川上君」と本名で呼ぶこともある。また、かつての桂歌丸、三遊亭小円遊の様に罵倒合戦を繰り広げる。一之輔が宮治を罵倒したのに対して宮治が一之輔に罵倒し返すのがお決まりのパターンである。しかし、実際プライベートでは仲が良い。

- 2024年頃から夢グループのCMの保科有里の「社長～、安くして～」の真似をやったらウケたり、一之輔から「良いの見付けたなぁ」と言われたことから回答で使い始めた。以降は保科と石田重廣のやり取りを物真似する回答を披露することがある。ちなみに夢グループは笑点の姉妹番組『笑点 なつかし版』と『笑点 特大号』のスポンサーである。2024年3月末で笑点を勇退した林家木久扇に「社長～」を回答で使われた事がある。他には駄洒落を多用した回答をする事もあるが、観客の反応が悪く答えに自信が無いと感じると何度も繰り返すことから昇太から座布団を没収されるのも定番となっている。

#### 笑点メンバー抜擢について
- 2021年（令和3年）夏、『笑点特大号』（BS日テレ）のプロデューサーに日テレ本社ビルに呼び出され告げられた。メンバー抜擢については、2022年（令和4年）元日の新メンバー発表まで口止めされており、妻以外には打ち明けられなかった。師匠である桂伸治には、元日の放送直前、伸治宅に新春挨拶に行った時に打ち明けた。

- 抜擢にあたって笑点の収録がある土曜日の仕事はすべてキャンセルしなければならず、スケジュール変更の連絡に追われた。「キャンセルの理由を告げることもできず不義理をすることが本当につらかった」と言うが、クライアントの中には土曜日のキャンセルと聞いて、「笑点メンバーに抜擢されたのでは」と感づいた者もいたという。

- 笑点メンバー発表から電話が鳴りやまなくなったが、最初の着信は笑福亭鶴瓶からだった。鶴瓶からは、真打昇進の際もネットニュースに出た瞬間にお祝いの電話連絡を貰ったという[17]。また、発表翌日の1月2日、日曜日の朝6時30分過ぎに自宅で寝ている最中、ラジオ番組『SUNDAY FLICKERS』（ジャパンエフエムネットワーク）のドッキリ企画で春風亭一之輔から生電話がかかってきて対応する羽目になった[18]。

学生時代
本人曰く、生来の「人見知り」。学校に行くと気を遣うし、ただ家族と一緒にいたかったという理由で保育園から中学校1年生までは不登校児だった。しかし、両親の離婚を契機にちゃんと学校へ行くようになり、中学校では生徒会長も務めた。高校では、1年生の終わりごろに中華料理店でアルバイトを始める。バイト代で高いバイクを買い、成績も考えずバイト先の仲間と遊び明かした一方で、小さいころから舞台に立つことへの憧れがあったことから、何もないときは、下北沢の本多劇場などへ行って、芝居を観たりしていた。
高校卒業から結婚まで
幼いころドリフターズを見ていて芝居に出たいという気持ちが漠然とあった。
高校卒業後は、当時大好きだった俳優、加藤健一の事務所に入るためオーディションを受ける予定だったが、バイクで交通事故に遭って大怪我を負い受験できなかった。結局他を探し、加藤健一事務所の演出をしていた星充の俳優養成所に入る。様々なアルバイトで生計を立てながら芝居に出る日々が続くなか、20代半ばでドラッグストアや量販店の店頭で化粧品を売る「ワゴンDJ」という仕事に出会う。
美容雑誌をよく読んで新商品のうたい文句や成分を学び、自分だけのキャッチコピーやアプローチを考え仕事に臨んだところ、売り上げが伸び、短期間で全国の量販店から指名が来るようになった。化粧品セールスの会社には約6年在籍し、ひと月に25回も店頭に立つ程のトップセールスマンになった一方「自分は人の人生を不幸にしているのではないか。」という気持ちが芽生えたという。
「家に帰って心の底から買って良かったと思ったお客さんは全体の何割だろう」という疑問を当時同棲していた妻に相談したところ、「辞めちゃえば。つらい仕事していたら、お金があっても幸せじゃないから。一度きりの人生なんだから、やりたいことをやれば？」と言われ、仕事を辞めることを決意した。結婚式場の予約を済ませ、段取りを決めていた時期だった。会社を辞めることを決意したものの、踏ん切りが付かず悩んでいるうちに結婚披露宴当日になった。披露宴のスピーチで会社を辞めることを言えば、逃げることもできないと思いつき、披露宴で会社を辞めることを宣言した。
YouTubeで出会った幸せな仕事
仕事を辞めたものの、何か当てがあったわけではなかった。そんな時、YouTubeで桂枝雀 (2代目)が新宿末廣亭で行った「上燗屋」を見て衝撃を受ける。10回見て、10回笑った。「人を笑わせ、幸せにできる職業がある。落語家になりたい」
その後、自分が弟子になりたいと思う人はどこにいるのだろうかと、都内の寄席を回る。夏に結婚して冬になるまで何十公演と足を運び、2007年（平成19年）12月、国立演芸場で運命の出会いをする。桂伸治（3代目）が「外記猿」の出囃子に乗って「どうもー」と出てきただけで、電気が走った。桂枝雀を見た時と同じくらいの衝撃を受け「この人しかいない。この人が弟子に取ってくれなかったら落語は違う。」と思い、弟子入りを決意した。
その後桂伸治の出番がある寄席を見つけ、楽屋に赴き桐箱入りの羊羹を差し出して弟子入りを願い出る。その場では「落語家はめちゃくちゃ貧乏だし、やめたほうがいいよ。」と諭されるものの、やる気にほだされ後日妻を連れて来るように言われる。妻と一緒に行った際も「やめなさい」と繰り返し説かれたが、最終的に弟子入りを認められた。
入門後
入門を許可され師匠の桂伸治に教えられたことは、「嘘と泥棒をするな」「仲間を大切にしろ」「その日の一番になれ」の3点だった。そのため、笑点メンバーになることを師匠に隠さなければならないのはきつかったという。
2022年元日に桂伸治一門が新年の挨拶のため師匠の自宅に集まるのだが、そのとき、ようやく笑点メンバーになることを師匠とおかみさんに打ち明けることができた。メンバー発表の数時間前のことで、妻の次に言ったのは師匠とおかみさんだった。
入門後は「見習い」として師匠に付いて回り、落語界で生きていくのに必要な行儀を身につける。師匠が気持ち良くいられるように動き続けるのが修行の始まりで「あのお弟子さんとって良かったね。」と言ってもらえるようになろうと決意していた。楽屋にいる間は誰より気を使い、「やれ」と言われたことは何一つ手を抜かずにこなしていくうち、3年も経つと「スーパー前座」と呼ばれるようになっていた。
西荻窪の「宮治展」と新聞社主催の独演会
前座のとき、打ち上げの席で、西荻窪のカフェで勉強会を始めないかと誘われる。収容人数30名程の落語好きが集まる独演会で「宮治展」と銘打ち、2011年7月から隔月で開催されている。ここで、多くのネタをおろすとともに、常連客からの講演会などの仕事の依頼を受けるようになった。
また同じ時期に、サンケイリビング新聞社主催の独演会の依頼も受ける。お江戸日本橋亭や日本橋社会教育会館、内幸町ホールで何度か催した後、二つ目昇進直後に収容人数300人の国立演芸場に舞台を移す。国立演芸場での独演会の依頼は年間4回で、しかも初回チケットが発売される前に翌年の依頼もあった。なりたての二つ目がそれほど大きな仕事をするのは前代未聞で、お客様が来てくれるのかという恐怖から翌年の依頼について、一度は断ったという。しかし、初回チケットが即完売になったことから、現在まで継続して行われている。

### その他
お酒が大好きである。
新型コロナウイルス感染拡大の影響で息子の運動会を見に行けないため、せめて練習だけでもと思い、帽子を被り、サングラスを掛けてマスクをして20分ほど見に行ったところ、帰宅後息子が「今日、学校に不審者が来た」と言っていたと言った後、「それは恐らくお父さんです」と笑点の大喜利の挨拶で語った。
顔が映画『男はつらいよ』で「タコ社長」を演じた太宰久雄や、お笑い芸人の岡部大（ハナコ）に似ており、『笑点』の大喜利でもネタにしている。実際に実子から「お父さん、大河ドラマに出てる格好いい」と岡部と間違われた実話を2023年5月21日放送の『笑点』の二問目「言いたいのに言えない～家族編～」の答えとした。
新車を買ったが、納車日に車庫入れで擦った。

## 真打昇進

### 真打昇進披露パーティー
新型コロナウイルス感染拡大に伴う緊急事態宣言下の2021年2月7日、京王プラザホテルで真打昇進披露宴が開催されたが、新型コロナ感染予防対策の徹底から、以下のような異例のパーティーとなった。
- 通常1300名収容の宴会場に、550人の来賓（招待状は800人に発送）
- 3密回避のため、別の宴会場を受付会場として準備
- 会場での飲食提供無し（テーブルには水分補給のペットボトルのみ。お土産に持ち帰り弁当、特製ラベルの酒・ドリンク類を提供）
- 無言の鏡開き
- 六代目三遊亭円楽によるエア乾杯（来賓は起立はするがグラスを持たず、一斉の発声はしない）
- 水分補給時以外はマスク着用、会話は控える
- 所要時間は約1時間

この後の2021年4月に同じ会場で行われた落語芸術協会真打昇進披露宴（三遊亭小笑、春風亭昇々、春風亭昇吉、笑福亭羽光）も、このパーティーに準じる形式で開催された。

### 真打昇進披露興行
- 真打昇進披露興行ゲスト（高座＋口上）は以下のとおり。なお、池袋演芸場ゲストは口上には並んでいない。

| 日付          | ゲスト     | 備考                                   |
| ------------- | ---------- | -------------------------------------- |
| 2021年2月11日 | 笑福亭鶴瓶 |                                        |
| 2021年2月12日 | 桂雀々     |                                        |
| 2021年2月13日 | 三遊亭鳳楽 |                                        |
| 2021年2月14日 | 三遊亭好楽 |                                        |
| 2021年2月15日 | 立川談春   |                                        |
| 2021年2月16日 | 桂南光     |                                        |
| 2021年2月17日 | 立川談笑   |                                        |
| 2021年2月19日 | 桂文珍     | 芸協真打交互枠で三遊亭円楽（口上参加） |
| 2021年2月20日 | 山田邦子   |                                        |

|               | ゲスト     | 備考 |
| ------------- | ---------- | ---- |
| 2021年2月21日 | 立川生志   |      |
| 2021年2月22日 | 三遊亭兼好 |      |
| 2021年2月23日 | 三遊亭萬橘 |      |
| 2021年2月24日 | 桂三度     |      |
| 2021年2月25日 | 桂かい枝   |      |
| 2021年2月26日 | 月亭方正   |      |
| 2021年2月27日 | 桂枝光     |      |
| 2021年2月28日 | 三遊亭竜楽 |      |

| 日付          | ゲスト       | 備考                                   |
| ------------- | ------------ | -------------------------------------- |
| 2021年3月1日  | 桂そうば     |                                        |
| 2021年3月2日  | 笑福亭べ瓶   |                                        |
| 2021年3月3日  | 立川こはる   |                                        |
| 2021年3月4日  | 桂雀太       |                                        |
| 2021年3月5日  | 笑福亭鉄瓶   |                                        |
| 2021年3月6日  | 三遊亭好の助 | 芸協真打交互枠で三遊亭円楽（口上参加） |
| 2021年3月7日  | 三遊亭朝橘   |                                        |
| 2021年3月8日  | 桂福丸       |                                        |
| 2021年3月9日  | 桂三四郎     | 芸協真打交互枠で三遊亭円楽（口上参加） |
| 2021年3月10日 | 立川吉笑     |                                        |

|               | ゲスト   | 備考 |
| ------------- | -------- | ---- |
| 2021年3月18日 | 山田邦子 |      |
| 2021年3月19日 | 山田邦子 |      |

- 2021年2月9日にYouTubeチャンネル「桂宮治の撮って出し！」をスタート。真打披露興行の2月11日新宿末廣亭の初日から3月20日の国立演芸場千秋楽まで、宮治自身が撮影・編集した舞台裏・高座映像を一日も欠かさず[注 7]アップし続けた。

## 主な出演番組

### テレビ

#### バラエティ
- 演芸図鑑（NHK総合）
- 笑点 特大号・若手大喜利（BS日テレ）
- らくらくゴーゴー! 第27回（2013年2月22日、日テレプラス） - 「強情灸」を披露
- 5時に夢中（TOKYO MX）
- 噺家が闇夜にコソコソ（2014年4月1日 - 9月23日、フジテレビ）
- にほんごであそぼ（NHK Eテレ）
- 結婚したら人生劇変!○○の妻たち（2017年9月4日、TBSテレビ[4]）
- 語落（2020年6月6日、フジテレビ） - 「元犬」を披露
- クイズ!脳ベルSHOW 第1179回・第1180回・第1183回（2021年4月26・27日、30日、BSフジ）※週間チャンピオン[29]
- 踊る!さんま御殿!!（2021年6月8日、2022年1月18日、日本テレビ）
- 笑点（2022年1月1日、1月23日 - 、日本テレビ） - レギュラー
- 東京蕎麦族－TOKYO SOBA TRIBE－（2022年4月20日、フジテレビ）[30]
  - 東京蕎麦族-TOKYO SOBA TRIBE-2Ｏ23冬（2023年1月21日、BSフジ）[31]
- 〜日本全国〜桂宮治の街ノミネート（2022年10月6日 - 2023年9月28日、BSフジ） - 初冠番組
- ぽかぽか（2023年8月31日、フジテレビ） - 「ぽいぽいトーク」のトークゲストとして蝶花楼桃花と共に出演

#### テレビドラマ
- フランケンシュタインの恋 第1話（2017年4月23日、日本テレビ） - 落語家 役
- オールドルーキー 第2話（2022年7月3日、TBSテレビ） - 牧村悠一 役[32]

#### ドキュメンタリー
- 情熱大陸（2022年4月10日、毎日放送）

### ラジオ
- 日曜バラエティー（NHKラジオ第1放送）
- E-ne!〜good for you〜（2017年1月13日、FMヨコハマ） - ゲスト[33]
- みらいブンカ village木曜日「落語家が、何か面白いこと言ってるよ」（2019年 - 2020年、文化放送）[34]
- 春風亭昇太のラジオビバリー昼ズ（2021年5月12日、ニッポン放送） - ゲスト
- ナイツ ザ・ラジオショー（2021年8月23日、2022年1月26日、ニッポン放送） - ゲスト
- 桂宮治の新春シバハマらくご祭り（2022年1月1日、文化放送）
- 伊集院光とらじおと（2022年1月25日、TBSラジオ） - ゲスト
- 桂宮治のザブトン5（2022年3月 - 、文化放送）
- 桂宮治「これが宮治でございます」（2022年4月 - 、TBSラジオ）
- 爆笑問題の日曜サンデー（2022年5月22日、TBSラジオ）- ゲスト

## 作品・出版物

### CD
- 新宿末廣亭深夜寄席 〜骨太肉厚編〜 馬るこ・夢吉・宮治（2012年、エイベックス・マーケティング ）AVCD-38529
- 親子できこう 子ども落語集　ちりとてちん・たのきゅう（2014年、日本コロムビア）COCJ-38405 - 「ちりとてちん」所収
- 親子できこう 子ども落語集　ねどこ・いちがんこく（2015年、日本コロムビア）COCJ-38965 - 「道灌」所収
- 親子できこう 子ども落語集　じゅげむ・時そば・ちりとてちん（2017年、日本コロムビア）COCJ-40203-4 - 「ちりとてちん」所収

### DVD
- 2013年の桂宮治 KATSURA MIYAJI 2013（2013年、クエスト）ISBN 978-4863085046　特典CDつきバージョンあり。

### 著書
- 噺家 人嫌い（2023年4月、扶桑社） ISBN 978-4594094447

## 舞台
- 花組芝居「天守物語」（2018年10月3日- 8日、あうるすぽっと） - 近江之丞桃六 役